# Teodor Kračun
Teodor Kračun, en serbe cyrillique Теодор Крачун, né en ? - mort en 1781, est un peintre baroque serbe du XVIIIe siècle. Teodor Kračun a surtout travaillé en Voïvodine.

## Réalisations dans les églises

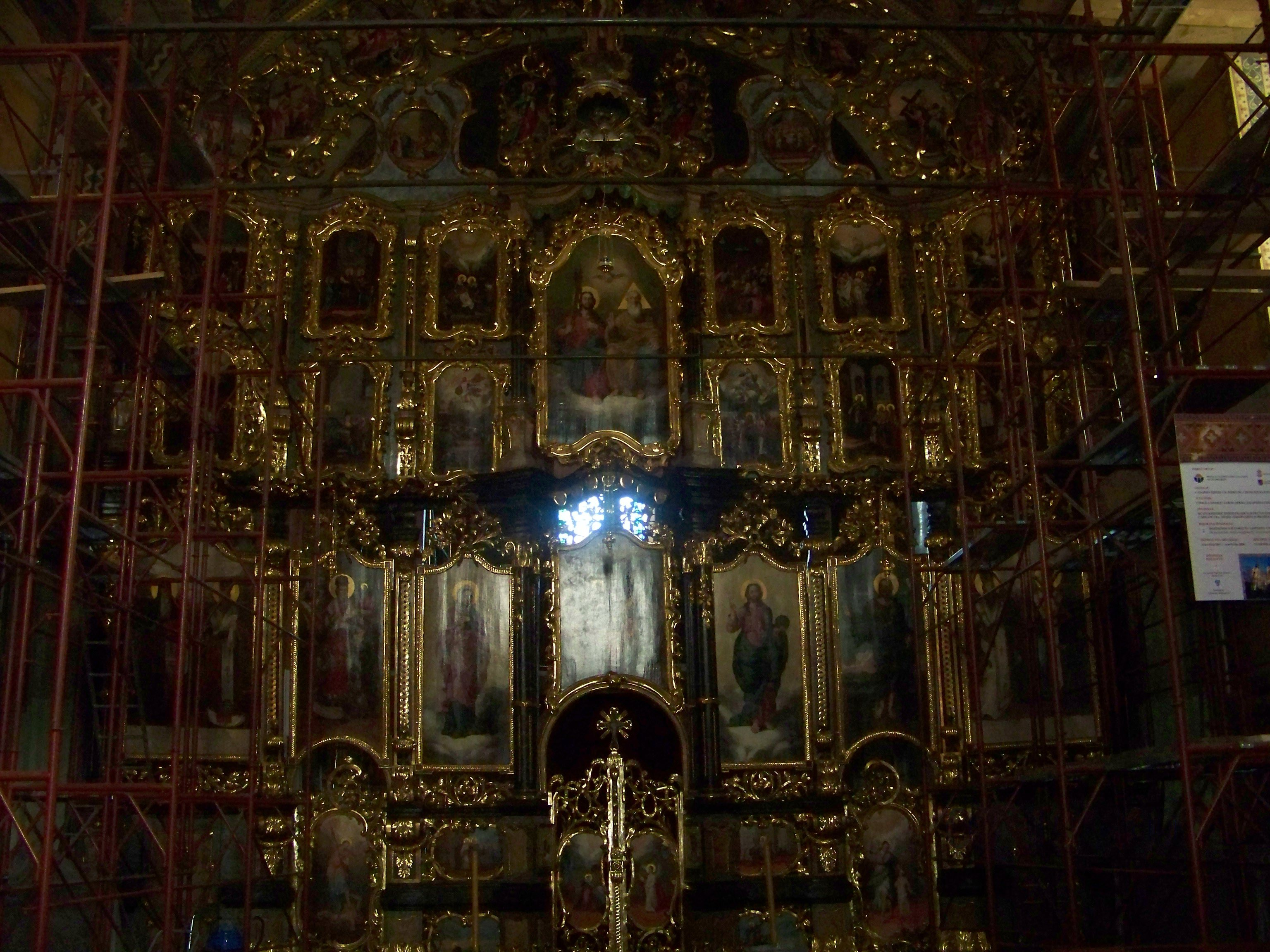
L'iconostase de la cathédrale Saint-Nicolas de Sremski Karlovci

- 1757-1768 : l'iconostase de l'église du monastère de Beočin, en collaboration avec Dimitrije Bačević et Janko Halkozović[1] ;
- 1771 : l'iconostase de l'église Saint-Georges de Sombor, en collaboration avec Jovan Isajlović et Lazar Serdanović[2] ;
- 1773 : iconostase de l'église Saint-Marc de Kula[3] ;
- 1773 : une partie de l'iconostase de l'église Saint-Côme-et-Saint-Damien de Neštin[4] ;
- 1779 : l'iconostase de l'église Saint-Gabriel de Susek[5] ;
- 1780 : l'iconostase de la cathédrale Saint-Nicolas de Sremski Karlovci, en collaboration avec Jakov Orfelin[6] ;
- ? : l'iconostase de l'église Saint-Étienne de Sremska Mitrovica[7] ;
- ? : 44 icônes pour l'iconostase de l'église Saint-Michel-et-Saint-Gabriel de Batajnica (aujourd'hui un quartier de Belgrade)[8].

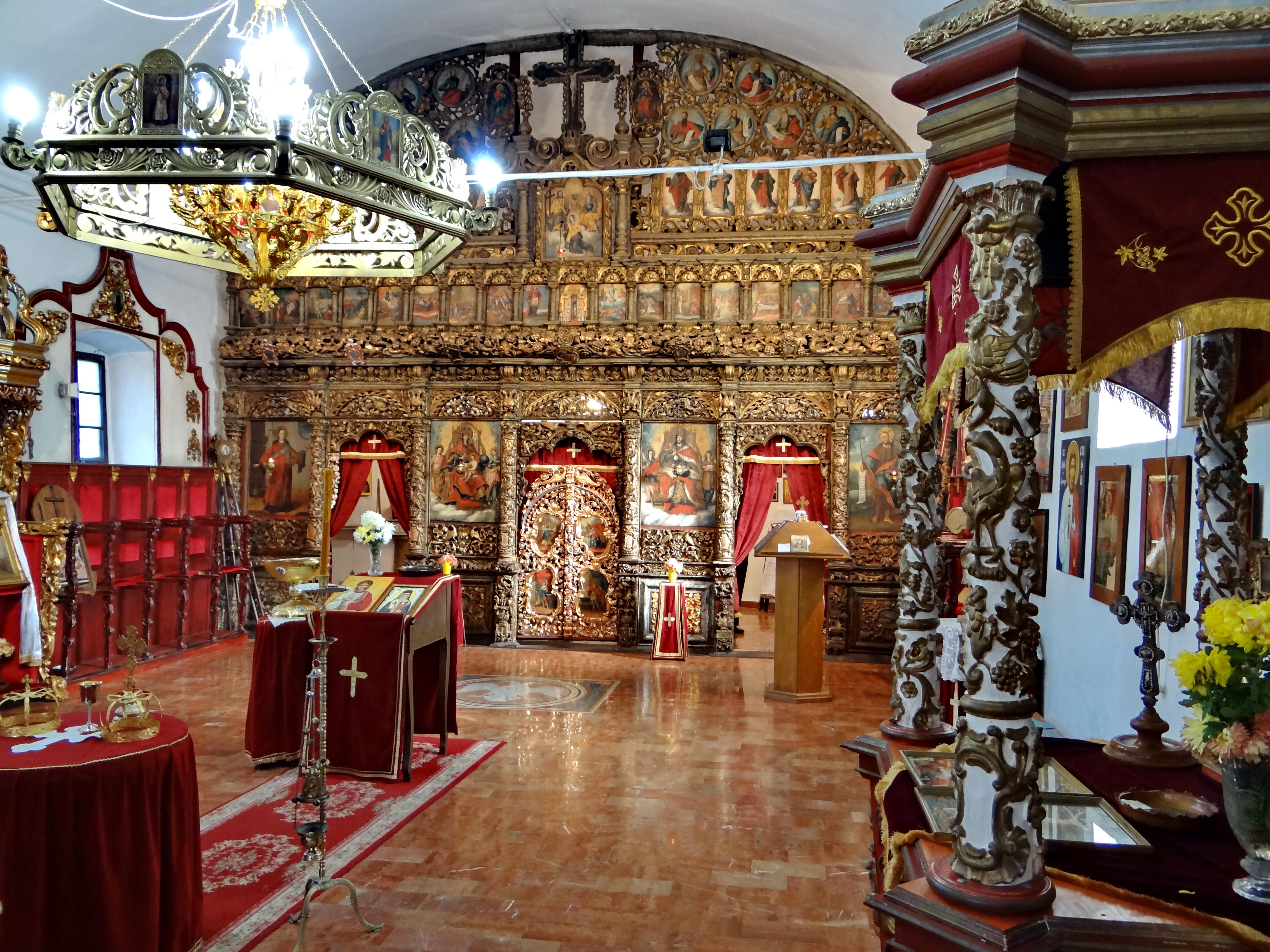
L'iconostase de l'église Saint-Étienne de Sremska Mitrovica

## Œuvres dans les musées
Parmi ses œuvres, le plus souvent d'inspiration religieuse, on peut signaler la Nativité de la Mère de Dieu, aujourd'hui conservée à la Galerie de la Matica srpska de Novi Sad. Quelques-unes de ses œuvres sont également exposées au Musée National de Belgrade.